# Eomactator
Genre
Eomactator est un genre fossile d'araignées aranéomorphes de la famille des Gnaphosidae.

## Distribution
Les espèces de ce genre ont été découvertes dans de l'ambre de la mer Baltique. Elles datent du Paléogène.

## Liste des espèces
Selon The World Spider Catalog 17.0 :
- †Eomactator hamatus Wunderlich, 2011
- †Eomactator hirsutipes Wunderlich, 2011
- †Eomactator mactatus Petrunkevitch, 1958
- †Eomactator obscurior Wunderlich, 2011

## Publication originale
- Petrunkevitch, 1958 : Amber spiders in European collections. Transactions of the Connecticut Academy of Arts and Sciences, vol. 41, p. 97–400.